# Laura Jou i Bonet
Laura Jou i Bonet   (Barcelona, 14 de març de 1969) és una professora de teatre i directora de cinema catalana. Formada com a actriu a l'Institut del Teatre, als primers anys del 2000 va començar a treballar com a assessora amb actors i actrius infantils, tasca que l'ha menada a participar en 24 pel·lícules i 18 sèries, entre elles en films destacats com L'orfenat, Pa negre, EVA o The Impossible.
És mare del cantant i youtuber Rojuu.

## La vida sense la Sara Amat
Després de presentar el curtmetratge No me quites als Premis Gaudí 2016, la productora de cinema Isona Passola va encarregar-li la seva primera pel·lícula: La vida sense la Sara Amat, adaptació de la novel·la homònima de Pep Puig (Premi Sant Jordi 2015), juntament amb la directora de fotografia Gris Jordana i la música original de Pau Vallvé.
Per a trobar els dos protagonistes, Jou no va voler fer «un típic càsting com els que havia fet d'anar a les escoles de teatre i penjar cartells als instituts», sinó que va tirar d'enginy i va demanar als actors de Polseres vermelles i Merlí, exalumnes seus, que fessin una crida a través d'Instagram, «Va ser increïble, s'hi van apuntar 20.000 infants». Per a preparar-se, van fer dos mesos d'assaig i tot el grup va anar de colònies «per a convertir-se en una colla real, amb lligams reals, amb memòria emocional real». Allà van fer tota mena d'exercicis per comprendre les motivacions dels personatges i assajant escenes que no eren al guió.

## Filmografia
- 2015: No me quites
- 2019: La vida sense la Sara Amat[8]